# Muntanyes dels Nuba
Les Muntanyes dels Nuba —àrab: جبال النوبة, Jibāl an-Nūba— és una serralada situada a la regió Kordofan, al Sudan. Ocupen una superfície d'uns 48.000 km² i els seus cims arriben a una altitud de 1.000 metres per sobre de la plana. Tenen un clima semiàrid que contrasta amb els seus voltants que són àrids. L'estació humida va de maig a mitjans d'octubre. Gràcies a la pluja hi ha pastures.
Els Nuba, és un terme genèric per designar els habitants d'aquestes muntanyes. Un 10% són de l'ètnia Baggara (ramaders), la major part són Hawazma i àrabs Missiria. Hi ha uns pocs àrabs nòmades anomenats Jellaba. Històricament la zona era la seu de l'estat Taqali.
Aquesta zona pot decidir, en principi, si vol o no pertànyer al nou estat independent de Sudan del Sud.